# Sognsvann stasjon

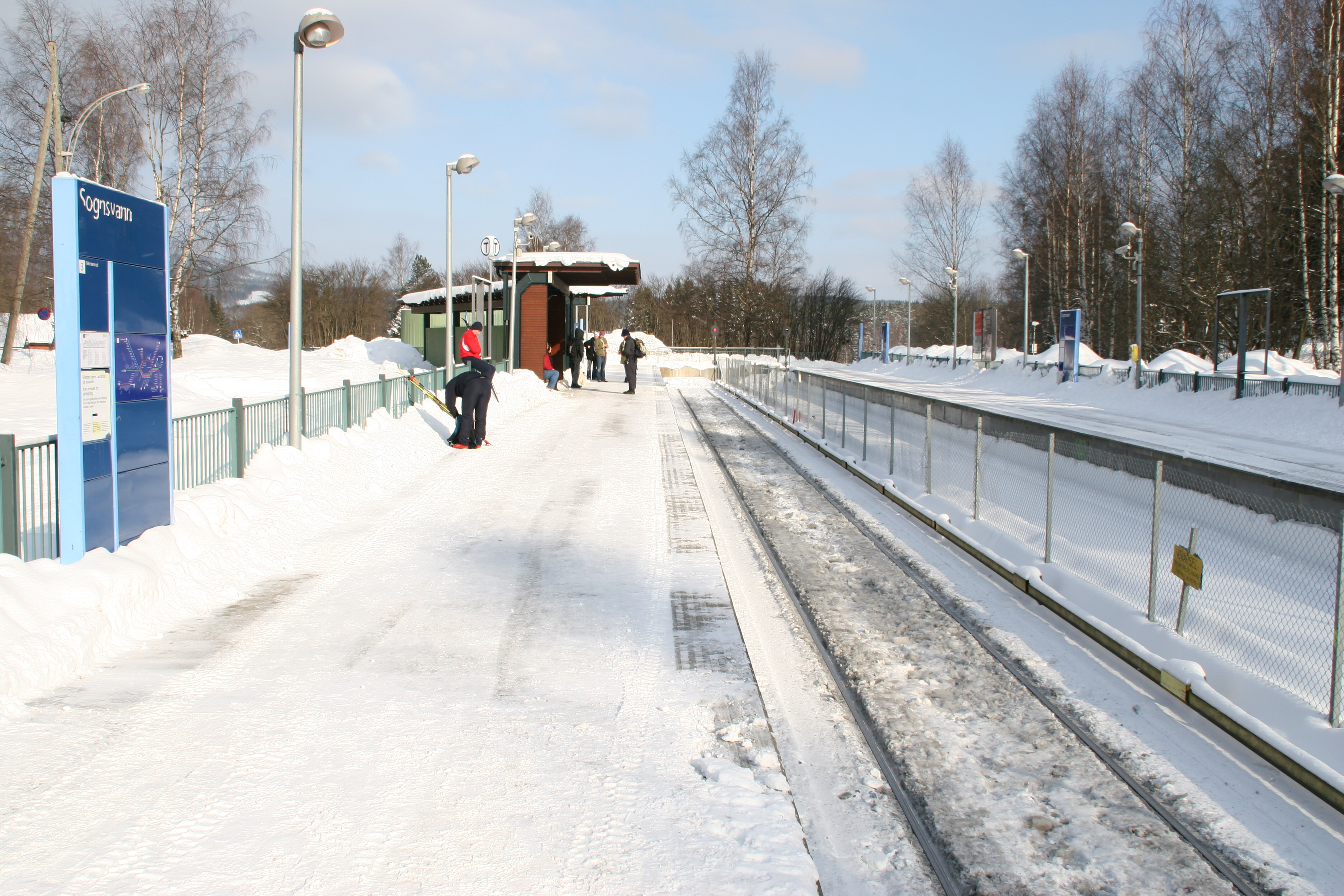
Sognsvann stasjon i mars 2006

Sognsvann stasjon är en tunnelbanestation i Oslo. Stationen ligger nära Nordmarka och Sognsvann.
Vid Sognsvann stasjon ligger Norges idrottshögskola och Norges riksarkiv.